# 韓国国立交響楽団
韓国国立交響楽団（かんこくこくりつこうきょうがくだん、朝鮮語: 국립심포니오케스트라、英語: Korean National Symphony Orchestra、英文略称：KNSO）は、韓国ソウル特別市に本拠を置く、韓国の国立オーケストラである。

## 概要
1985年に自主運営団体として設立された。当初の名称は韓国交響楽団(Korean Symphony Orchestra)。

定期公演を中心に演奏会を開催し、2001年にはソウル・アーツ・センターの専属となり、オペラ、バレエ公演などでも演奏する韓国を代表するオーケストラに成長し、「アジア・オーケストラ・ウィーク2006」では来日公演を行った。

2022年に韓国国立交響楽団（Korean National Symphony Orchestra）に改名され、正統クラシック音楽から映画、ゲーム、オンライン公演まで芸術の境界を越え、クラシック音楽の裾野を広げる取り組みも行っている。

2022年からベルギーの指揮者デイヴィッド・レイランドが芸術監督兼首席指揮者を務める。

## 歴代芸術監督・首席指揮者
- ホン・ヨンテク（1985年 - ）
- ミン・キム（2005年 - ）
- パク・ウンソン(2007年 - ）
- 崔喜俊（2011年 - ）
- イム・フンジョン（2014年 - ）
- チョン・チヨン（2018年 - ）
- デイヴィッド・レイランド（2022年 - ）
- ロベルト・アバド (2026年 - ) 次期芸術監督[4][5]